# Hipótesis de Knudson
La hipótesis de Knudson es la hipótesis que establece que el cáncer es el resultado de mutaciones acumuladas  en el ADN de las células. Fue formulada por primera vez por Alfred G. Knudson en 1971, y condujo indirectamente a la identificación de los genes supresores de tumores, relacionados con la progresión tumoral. Knudson ganó el premio a la investigación médica Albert Lasker por su trabajo.
Knudson realizó un análisis estadístico de los casos de retinoblastoma, para explicar precisamente el mecanismo hereditario de este tumor, una enfermedad autosómica dominante. El retinoblastoma es un tumor de la retina que afecta por igual a niños y adultos, en niños como enfermedad genética y en adultos de forma esporádica. Los niños frecuentemente desarrollan el tumor en ambos ojos, lo que sugiere una base hereditaria predisponente.
Como conclusión de este estudio, Knudson propuso que, en las familias afectadas por la forma hereditaria de retinoblastoma, se produce un primer evento (primer hit) en la línea germinal que inactiva uno de los dos alelos de RB1 (el gen que produce la predisposición al retinoblastoma). Como el otro alelo permanecería activo, esto sólo produciría una disminución del 50% en la cantidad de proteína activa, lo cual tiene un efecto despreciable. Knudson propuso entonces que debe producirse la pérdida del segundo alelo de RB1 (segundo hit) en un tejido somático para que se desarrolle un tumor en el mismo. Esto conduce a una paradoja: aunque la transmisión de la predisposición a desarrollar un tumor es dominante (porque basta un alelo mutado para transmitir la predisposición), el desarrollo del tumor en sí mismo es recesivo (porque hacen falta dos alelos mutados para producir el tumor). Se desconoce por qué se produce cáncer sobre todo en la retina como resultado de una mutación en un gen que es importante en todas las células del organismo.
Se pueden considerar por tanto dos formas de retinoblastoma: una forma bilateral (en la que aparecen tumores independientes en los dos ojos), familiar, y una forma unilateral (en la que aparece un solo tumor en uno de los ojos), esporádica. Los afectados con el primer tipo tienen una probabilidad 6 veces mayor de desarrollar otros tipos de cáncer durante su vida, sobre todo osteosarcoma. Esto se debe a que en las formas familiares, todos los tejidos somáticos presentan un alelo mutado, por lo que sólo necesitan una segunda mutación para provocar la pérdida de función, mientras que en los casos esporádicos hacen falta dos eventos en cada tejido, lo cual ocurre con menor frecuencia. La pérdida de un alelo se puede producir de diversas maneras:
- pérdida del cromosoma 13 completo;
- pérdida del cromosoma 13 normal y duplicación del 13 con el gen mutado;
- recombinación homóloga entre los dos cromosomas 13 durante mitosis;
- adquisición de una mutación independiente en el segundo alelo de RB1;

En todos los casos, excepto en la mutación independiente, se perderían además todos los marcadores genéticos localizados alrededor de RB1 (y por tanto, ligados a este gen), una situación que se denomina pérdida de heterocigosidad (LOH por sus siglas en inglés, loss of heterozygosity), una condición que se observa frecuentemente en cáncer.
El gen RB1 (que se encuentra localizado en 13q14.1-q14.2) fue clonado en 1986, uno de los primeros éxitos del método de clonaje posicional. Como predecía la hipótesis de Knudson, cuando se analizaron tumores de retinoblastoma utilizando cDNA  como sonda en Northern blots, se observó que había tumores en los que el ARN mensajero estaba completamente ausente, mientras que en otros se observaba un ARNm de tamaño anormal. En otros casos, el tamaño del ARNm aparecía normal, pero la secuenciación del mismo reveló la presencia de mutaciones puntuales que afectaban a la función de la proteína. En ningún caso se observaron ARNm normales de RB1 en tumores de retinoblastoma.
Posteriormente, estudios similares condujeron al descubrimiento de otros genes responsables de síndromes cancerosos familiares, sugiriendo que la hipótesis de Knudson se puede aplicar a muchos genes supresores de tumores. Como en el caso de RB1, la mayor parte de estos genes codifican proteínas con una función central en la regulación de la proliferación celular.
De forma más general, estudios posteriores mostraron que la carcinogénesis depende fundamentalmente de dos tipos de genes, que en conjunto representan una proporción muy pequeña del conjunto del genoma. En condiciones normales, estos genes participan en la regulación del ciclo vital de la célula: el conjunto de sucesos que definen cuándo una célula debe crecer y proliferar. Los genes reguladores pueden realizar dos tipos de funciones:
- activar los procesos dirigidos hacia el crecimiento y la proliferación -- estos genes se denominan protooncogenes; contribuyen a la progresión tumoral cuando sufren mutaciones que los activan de forma permanente o constitutiva, es decir, cuando se produce una ganancia de función; este tipo de mutación tiene un efecto dominante: basta que uno de los dos alelos de la célula esté mutado para que aparezca la actividad;
- inhibir dichos procesos -- son los denominados genes supresores de tumores; en este caso, intervienen en el proceso tumoral si sufren mutaciones que los inactivan, es decir, si se produce una pérdida de función; este tipo de mutación tiene un efecto recesivo: para eliminar la actividad, tienen que estar mutados los dos alelos. Por esta razón, los genes supresores de tumores se denominan a veces genes tumorales recesivos.

Para que un cáncer pueda progresar y desarrollarse, deben producirse al menos media docena de mutaciones que afecten a varios genes reguladores. Sin embargo, otros tipos de genes también pueden participar en la malignidad, facilitando la capacidad invasiva del tumor (por ejemplo, mutaciones en las proteínas del citoesqueleto que favorecen la motilidad celular).